# 北海道道732号上猿払浅茅野線

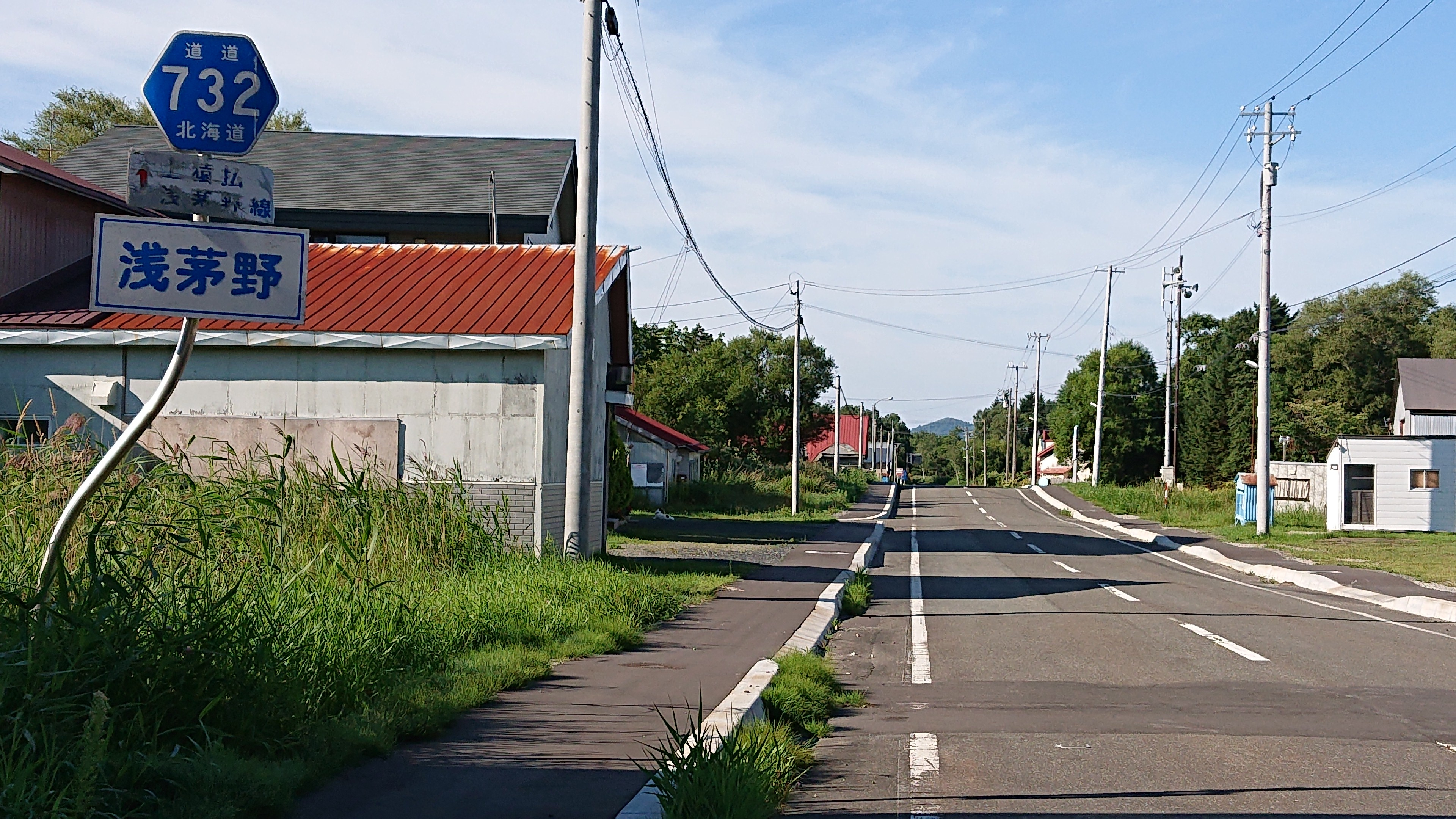
北海道道732号上猿払浅茅野線（猿払村浅茅野）

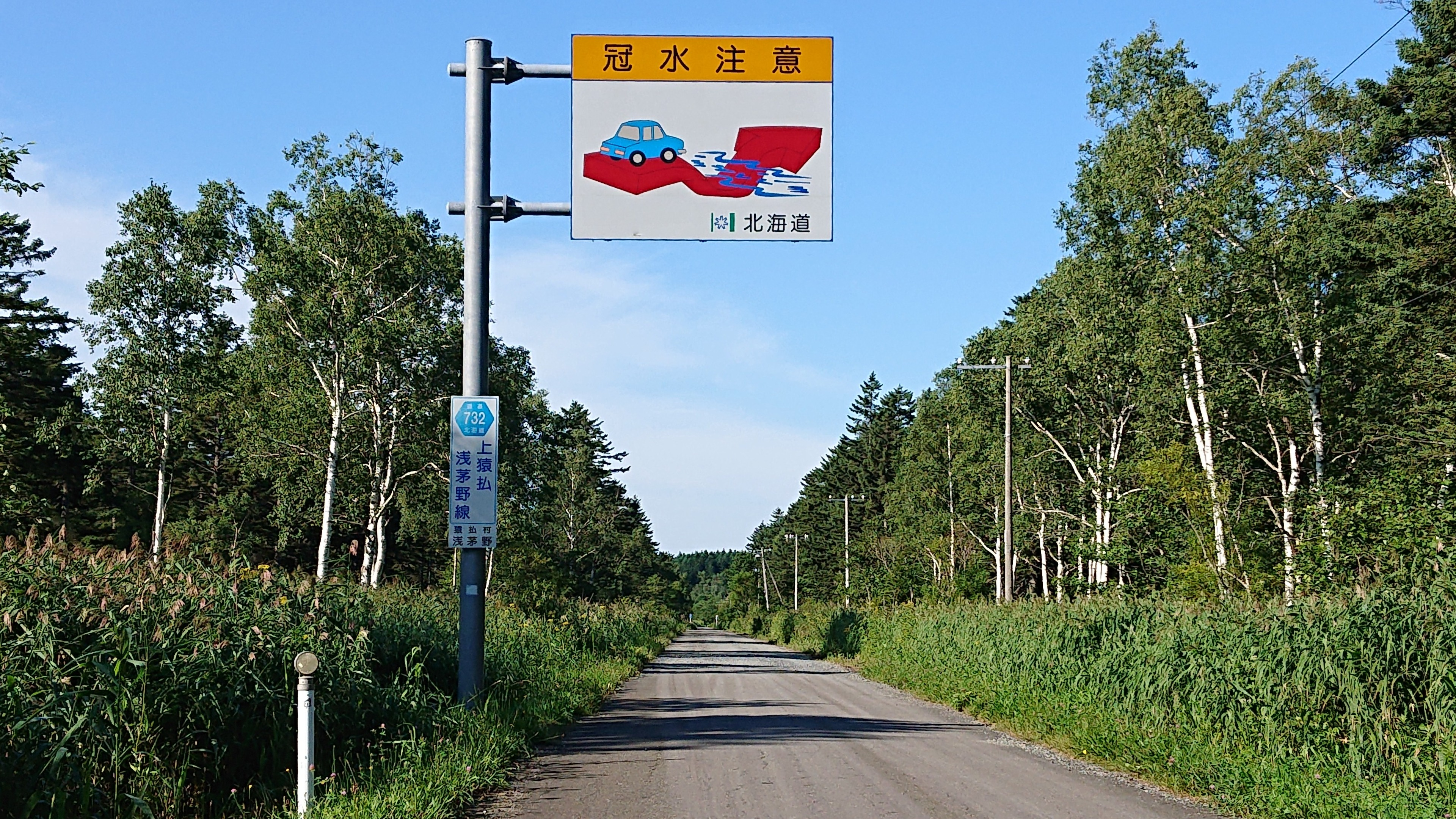
冠水注意の看板（猿払村浅茅野）

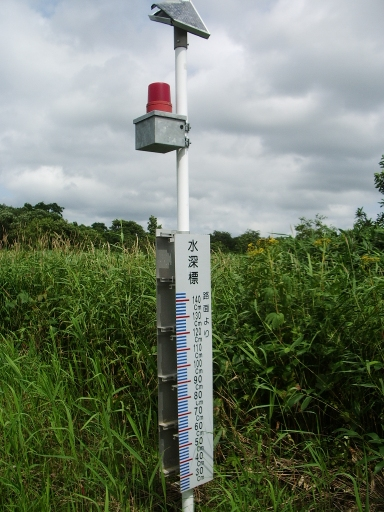
道路脇に立つ水深標

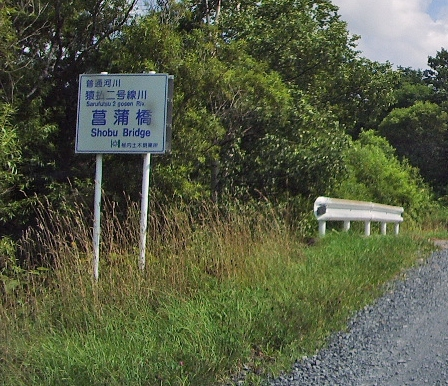
河川名と橋梁名を記したやや大きめの表示板

北海道道732号上猿払浅茅野線（ほっかいどうどう732ごう かみさるふつあさじのせん）は、北海道宗谷郡猿払村内を結ぶ一般道道（北海道道）である。冬期通行止め区間がある。

## 概要
この路線は起点・終点付近を除いて未舗装である。また猿払川沿いの湿地帯を通るため、雨量が多い時は路面が冠水し通行止となることがある。このため、水深を量る水深標が道路脇の随所に設置されている。冬期は通行止めとなる。橋梁ごとに、河川名と橋梁名を記したやや大きめの表示板が設置されているのも特徴である。

### 路線データ
- 起点：北海道宗谷郡猿払村上猿払（北海道道84号豊富浜頓別線交点）
- 終点：北海道宗谷郡猿払村浅茅野（国道238号交点）
- 総延長：17.896 km
- 実延長：17.835 km
- 重用延長：0.061 km
- 未舗装延長：16.206 km

### 道路管理者
- 宗谷総合振興局 稚内建設管理部 事業課

## 歴史
- 1972年（昭和47年）2月4日 - 路線認定[1]。

上猿払と浅茅野の間は1957年（昭和32年）3月31日に豊富浜頓別線の一部として認定されている。この路線がクッチャロ湖（大沼）南岸経由に変更されたため、新たに上猿払浅茅野線を認定した。

かつて起点付近には炭鉱集落が存在したが、1970年代初めに消滅集落となっている。

## 路線状況

### 冬期交通規制（通行止め）
- 猿払村上猿払1372番地先（ゲート、道道豊富浜頓別線交点〔起点〕） - 猿払村浅茅野336-11（ゲート）
区間延長：17.4 km

### 道路施設

#### 主な橋梁
- 石炭別橋（30 m、セキタンベツ川、猿払村上猿払）
- 丸山橋（30 m、猿払川、猿払村上猿払 - 猿払村浅茅野）

#### 常設型ゲート
- ゲート（猿払村上猿払1372、起点付近）
- ゲート（猿払村上猿払）
- ゲート（猿払村浅茅野336-11）

## 地理

### 通過する自治体
- 宗谷総合振興局
  - 宗谷郡猿払村

### 交差する道路
猿払村
- 北海道道84号豊富浜頓別線 - 上猿払（起点）
- 国道238号 - 浅茅野（終点〕）

### 沿線にある施設など
猿払村
- ミズバショウ群生地